# Verónica Artica
Verónica Artica Cartier (n. 1970) es una jugadora de hockey sobre césped argentina que se desempeñó como arquera en la selección argentina, Las Leonas. Obtuvo una medalla de oro en los Juegos Panamericanos de 1991.

## Biografía
Comenzó a jugar al hockey en el Saint Catherine´s Moorlands Club. En 1989 jugo el Mundial Junior en Otawa. En 1990 fue convocada a la selección mayor, jugando el Mundial en Sydney y  ganando en 1991 la medalla de oro en los Juegos Panamericanos de 1991.
En 1996, integró el equipo de Las Leonas que participó en los Juegos Olímpicos de Atlanta, donde el equipo finalizó 7º obteniendo diploma olímpico.
Se retiró y permaneció vinculada al mundo del deporte tranajando 10 años en Torneos y Competencias y armando en Negocio de la señal Golf Channel Latin America. 
En 2010, con su hija jugando en las divisiones inferiores de Saint Catherine´s Moorlands Club, es invitada a retornar, ofreciéndole el puesto de arquera de la intermedia. Ese mismo año, participa como arquera suplente en los Play-Off de la primera división. Lo mismo sucede en los del 2011 y 2012.
Ya en 2013 con 43 años, volvió al arco del primer equipo del club como arquera titular.